# Bahnradsport-Weltmeisterschaften 1946
Die Bahnradsport-Weltmeisterschaften 1946 fanden 1946 auf der Radrennbahn in Zürich-Oerlikon statt.
Es waren die ersten Bahn-Weltmeisterschaften, die nach 1939 ausgetragen wurden. Am Start waren Radrennfahrer aus 34 Ländern.

## Resultate der Profis
| Disziplin                | Platz | Land        | Athlet              |
| ------------------------ | ----- | ----------- | ------------------- |
| Sprint                   | 1     | Niederlande | Jan Derksen         |
|                          | 2     | Frankreich  | Georges Senfftleben |
|                          | 3     | Niederlande | Arie van Vliet      |
| Einerverfolgung (5000 m) | 1     | Niederlande | Gerrit Peters       |
|                          | 2     | Frankreich  | Roger Piel          |
|                          | 3     | Dänemark    | Arne W. Pedersen    |
| Steherrennen (100 km)    | 1     | Italien     | Elia Frosio         |
|                          | 2     | Schweiz     | Jacques Besson      |
|                          | 3     | Frankreich  | Louis Chaillot      |

## Resultate der Amateure
| Disziplin                | Platz | Land        | Athlet          |
| ------------------------ | ----- | ----------- | --------------- |
| Sprint                   | 1     | Schweiz     | Oscar Plattner  |
|                          | 2     | Dänemark    | Axel Schandorff |
|                          | 3     | Niederlande | Cor Bijster     |
| Einerverfolgung (4000 m) | 1     | Frankreich  | Roger Rioland   |
|                          | 2     | Dänemark    | Børge Gissel    |
|                          | 3     | Schweden    | Halle Janemar   |